# Peña (khu tự quản)
Peña là một khu tự quản thuộc bang Yaracuy, Venezuela. Thủ phủ của khu tự quản Peña đóng tại Yaritagua. Khự tự quản Peña có diện tích 510 km2, dân số theo điều tra dân số ngày 21 tháng 10 năm 2001 là 81518 người.